# 3,3,4,4-四甲基四氢呋喃-2,5-二酮
3,3,4,4-四甲基四氢呋喃-2,5-二酮是一种杂环化合物，化学式为C
8H
12O
3或(CH3)2(COC2COO)(CH3)2。它是一种白色晶体，具有类似于樟脑的刺鼻气味。
这个化合物又称3,3,4,4-四甲基丁二酸酐，是2,2,3,3-四甲基丁二酸的酸酐，有时缩写为TMSA。它可以视作四氢呋喃-2,5-二酮的衍生物，其中有两个甲基取代每个不在氧原子旁边的碳原子上的两个氢原子。

## 合成和性质
该化合物可溶于石油醚中。
该化合物由卡尔·冯·奥沃斯和维克托·梅耶于1890年描述。他们通过将2,2,3,3-四甲基丁二酸加热得到它。它也可以由3,3,4,4-四甲基四氢吡咯-2,5-二酮以>50%的产率制得。其他合成途径包括
- 偶氮二(2-甲基丙腈)与硫酸反应（1896）[6]
- 2,2,3,3-四甲基-1-戊二酸中的羟基内酯分解，释出一氧化碳（1927）[7]